# Anomis albipunctula
Anomis albipunctula là một loài bướm đêm trong họ Erebidae.